# Bergmanden
Bergmanden is een compositie van Hjalmar Borgstrøm. Hij zette muziek onder een tekst van Henrik Ibsen. Uiteindelijk werd het werk uitgevoerd door bariton en symfonieorkest.
De eerste uitvoering vond plaats tijdens een concert op 1 december 1917 dat geheel gewijd was aan muziek van deze componist:
- John Gabriel Borkman
- Fünf Gedichte aus "Buch der Liebe"
- Reformasjonskantate

Het concert werd gegeven met het orkest van het Nationaltheatret onder leiding van de componist, zanger van dienst van Johannes Berg-Hansen. Het werk is echter opgedragen aan Albert Westwang, een operazanger.